# GK80

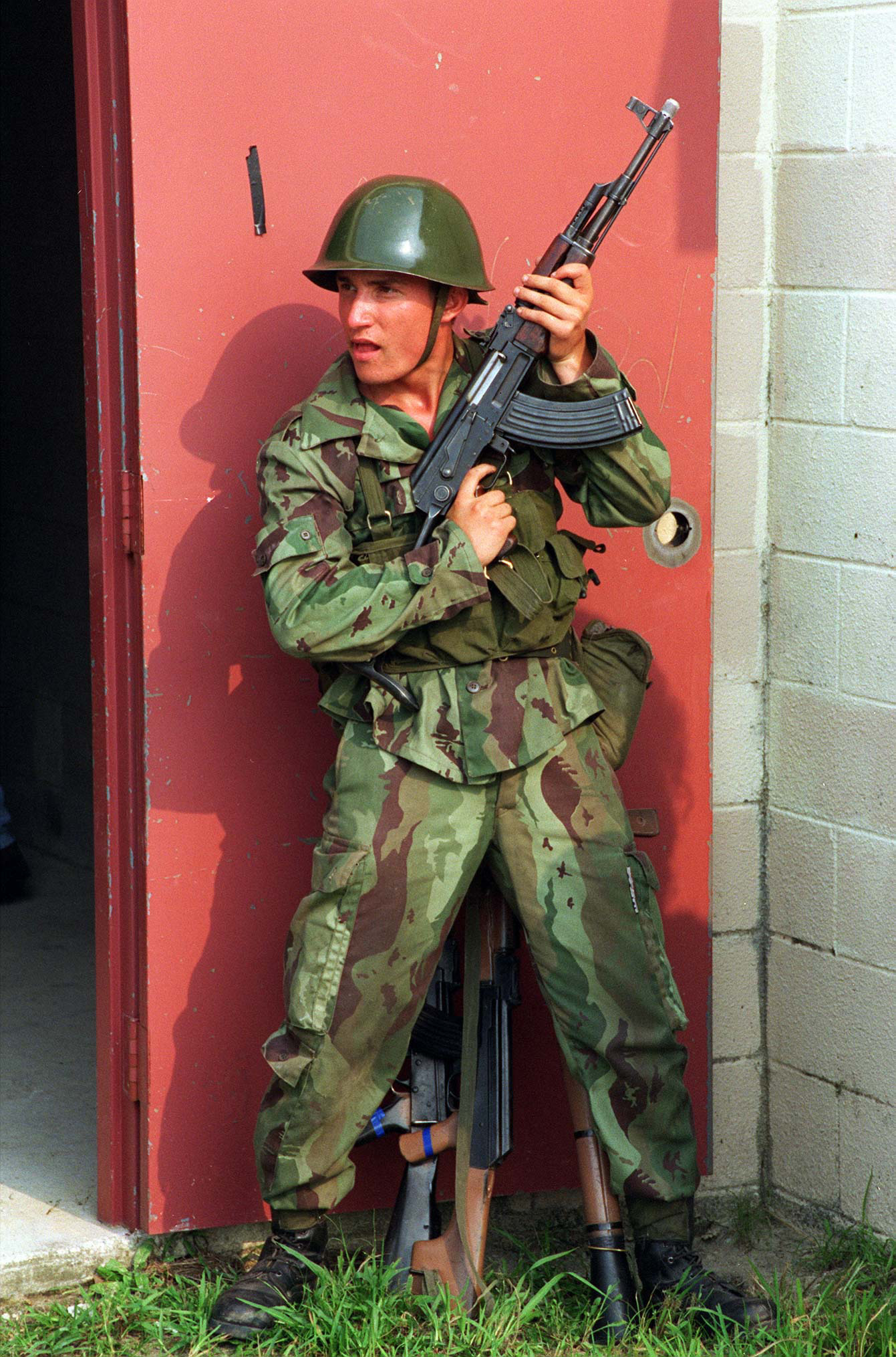
Soldado albanês usando um "Tipo 69", variante do GK80

GK80 (em Chinês:GK80钢盔) é um capacete de combate de aço chinês desenvolvido pela primeira vez no final da década de 1960. Desenvolvido como parte de uma ajuda militar chinesa para a Albânia, em resposta à [[Ruptura sino-soviética, o capacete foi inicialmente designado como "Tipo 69" e só foi emitido em pequenos números dentro do Exército de Libertação do Povo. Um design melhorado foi re-designado como o GK80 e foi adotado como o capacete padrão do Exército Chinês na década de 1980. A ação fazia parte de um programa de modernização chinês imediatamente após a ocorrência de inconvenientes na Guerra Sino-Vietnamita em 1979, na qual a China percebeu a necessidade de modernizar o arsenal.
O GK80 em serviço no Exército Chinês está sendo substituído pelos capacetes QGF02/03.